# Hélène Harbec
Hélène Harbec, née à Saint-Jean-sur-Richelieu en 1946, est une écrivaine canadienne.

## Biographie
Hélène Harbec est née en 1946 à Saint-Jean-sur-Richelieu au Québec et vit à Moncton depuis 1970.
En plus d'être enseignante, infirmière et recherchiste à Radio-Canada ainsi qu'à l'Office national du film, Hélène Harbec est l'autrice de plusieurs romans et recueils de poésie. À la suite de l'obtention d'un baccalauréat en arts à Saint-Jean-sur-Richelieu dans un établissement affilié à l'Université de Montréal, Hélène Harbec fréquente l'Université Laval, à Québec, où elle complète une scolarité d'une licence en lettres en études canadiennes en 1970.
Figure importante de la poésie en Acadie, Hélène Harbec enseigne le français à l'Université de Moncton puis à l'Institut de Memramcook. Elle s'inscrit plus tard à L'école providence de Moncton, où elle est diplômée en soins infirmiers en 1977.
Après seulement un an de pratique, elle décide de changer de carrière et elle est embauchée comme recherchiste contractuelle à la Société Radio-Canada. Elle est aussi scénariste et assistante réalisatrice.

Hélène Harbec collabore également à plusieurs revues littéraires et anthologies de poésie acadienne. Son œuvre riche et empreinte de sensibilité explore la complexité du quotidien sous son apparente simplicité. Ses thèmes de prédilection sont la mort, l’amour et l’enfance. À propos de l'œuvre d'Hélène Harbec, Sylvie Mousseau mentionne : 
La mort, le ciel, les astres, la nature, la tristesse, la tendresse, l'humanité, le territoire et la lumière traversent son œuvre qui, sans être autobiographique, puise dans le parcours de l'auteure. 
L’Été avant la mort (1986) coécrit avec France Daigle et publié aux éditions du remue-ménage est son premier roman. Elle publie ensuite Le Cahier des absences et de la décision (1991), un recueil de poésie où elle revisite son enfance et se questionne sur sa relation avec sa mère. Son deuxième roman, l'Orgueilleuse (1998) met en scène Jeanne, un double de l'auteur, revenant dans sa ville natale.
Elle publie également les romans Les Voiliers blancs (2002) ainsi que Chambre 503 (2009),,. En poésie, elle publie les recueils Le Tracteur céleste (2005), L'enroulement des iris, (2013), Humaine vagabonde (2016) ainsi que Jusqu'à quand un petit art de vivre (2019),,,.
Récipiendaire de plusieurs prix littéraire, elle obtient deux fois le prix Antonine Maillet/Acadie Vie en 2002 pour le recueil de poésie Va ainsi qu'en 2014 pour L'enroulement des iris. Elle remporte également le prix Champlain en 2009 pour son roman Chambre 503 ,.

Dans le journal Acadie Nouvelle, Hélène Harbec mentionne : 
Je suis en contact très intime avec la vie, les êtres, les objets et je ne peux pas bien vivre dans l'encombrement. Je pense que c'est ça d'être poète, une sorte d'intensité d'être avec tout ce qui est là, tout de suite, ici et maintenant.  

## Œuvres

### Poésie
- Le cahier des absences et de la décision, Moncton, Éditions d'Acadie, 1991, 93 p.  (ISBN 2760001903) [Réédition, 2009  (ISBN 978-2-922992-53-3)]
- Va, Moncton, Éditions d'Acadie, 2002, 140 p.  (ISBN 2-920221-97-3)
- Le tracteur céleste, Moncton, Éditions Perce-neige, 2005, 100 p.  (ISBN 2-922992-21-7)
- L'enroulement des iris, Montréal, Éditions du Noroît, 2013, 108 p.  (ISBN 9782890188112)
- Humaine vagabonde, Ottawa, Éditions David, 2016, 123 p.  (ISBN 9782895975366)
- Jusqu'à quand un petit art de vivre, Ottawa, Éditions David, 2019, 143 p.  (ISBN 9782895976691)
- Les retombées du désordre, suivi de Trente-sept acres de solitude, Montréal, Éditions du Noroît, 2023, 165 p.  (ISBN 978-2897664022)

### Romans
- L'Été avant la mort, en collaboration avec France Daigle, Montréal, Les Éditions du Remue-ménage, 1986, 77 p.  (ISBN 289091061X)
- L'orgueilleuse, Montréal, Éditions du Remue-ménage, 1998, 134 p.  (ISBN 2890911608)
- Les voiliers blancs, Éditions du Remue-ménage, 2004, 222 p.  (ISBN 2-922992-12-8)
- Chambre 503, Ottawa, Éditions David, 2009, 306 p.  (ISBN 978-2-89597-117-7)

## Prix et honneurs
- 2002 - Récipiendaire : Prix Antonine-Maillet-Acadie Vie (PourVa)[13]
- 2010 - Finaliste : Prix des Lecteurs de Radio-Canada (Pour Chambre 503)[14]
- 2011 - Récipiendaire : Prix Champlain (Pour Chambre 503)[15]
- 2012 - Récipiendaire : Prix Éloizes pour l'artiste de l'année en littérature ainsi que pour l'artiste s’étant le plus illustrée à l’extérieur de l’Acadie (Pour Chambre 503)[16]
- 2014 - Récipiendaire : Prix Antonine-Maillet-Acadie Vie (Pour L'enroulement des iris)[17]